# Stratton Audley
Stratton Audley – wieś w Anglii, w hrabstwie Oxfordshire, w dystrykcie Cherwell. Leży 23 km na północny wschód od Oksfordu i 83 km na północny zachód od Londynu. W 2001 miejscowość liczyła 393 mieszkańców.